# Natalus primus
Natalus primus is een vleermuis uit het geslacht Natalus.

## Kenmerken
N. primus is een zeer grote soort - de grootste van het geslacht - met grote, puntige oren en een lange vacht. Er bestaan twee kleurfases, een lichtgele en een grijze, al zijn er exemplaren die in kleur tussen de twee fases in staan. Bij beide vormen is de bovenkant van het lichaam donkerder dan de onderkant. Net als bij andere Natalus uit de Grote Antillen is de bek lang en afgeplat en is de onderlip dik. Mannetjes zijn iets groter dan vrouwtjes. De voorarmlengte bedraagt 46,1 tot 51,2 mm, de tibialengte (scheenbeen) 25,4 tot 29,1 mm, de oorlengte 20,2 tot 21,2 mm, het gewicht 6,0 tot 12,6 g en de schedellengte 18,1 tot 19,9 mm.

## Verspreiding
Deze soort komt voor op Cuba. Deze soort wordt vaak als een ondersoort van N. stramineus uit de noordelijke Kleine Antillen of N. major uit Hispaniola gezien, maar morfologische gegevens ondersteunen de status van N. primus als een aparte soort. Als fossiel is dit dier over het hele eiland bekend, inclusief het nabijgelegen Isla de la Juventud, maar als levend dier alleen in het uiterste westen, in Cueva La Barca op het schiereiland Guanahacabibes. In deze grot zijn duizenden N. primus aanwezig. Fossielen uit de westelijke Bahama's (eilanden Abaco, Andros en New Providence) zijn, hoewel ze wat groter zijn dan de Cubaanse dieren, ook tot N. primus gerekend.